# Abarema callejasii
Abarema callejasii é uma espécie de legume da família das Leguminosae nativa da Colômbia.